# The Tick (serie animata)
The Tick è una serie televisiva a disegni animati prodotta da Akom Productions, Graz Entertainment e Sunbow Productions. La proprietà della serie passò alla Disney nel 2001, quando la Disney acquisì Fox Kids Worldwide. In Italia, la serie è stata trasmessa su Fox Kids dal 2000, e in replica su Odeon TV, con un totale di 20 dei 36 episodi trasmessi. La serie non è disponibile su Disney+.

## Personaggi
- The Tick: protagonista della serie, è un grosso supereroe vestito da zecca azzurra. Doppiato in italiano da Pietro Ubaldi.
- Arthur: assistente e migliore amico di Tick, è un supereroe vestito da tarma bianca. Doppiato in italiano da Patrizio Prata.
- Stelle&Strisce: è una supereroina vestita da presidentessa americana. Doppiata in italiano da Stefania Patruno.
- Chairface Chippendale: è un supercattivo con una sedia al posto della testa. Doppiato in italiano da Mario Scarabelli.

## Episodi
Lista degli episodi trasmessi in Italia.

### Stagione 1
1. Il concorso
2. Un piano audace
3. L'esperimento
4. L'ipnotizzatore
5. La vendetta
6. Un liquido miracoloso
7. Un clone per nemico
8. Il piccolo super monello
9. Una scimmia molto intelligente
10. La spedizione
11. Il clown

### Stagione 2
1. Nuove distrazioni
2. Perso nello spazio
3. Uno strano furto
4. A corto d'invenzioni
5. Super-eroe all'asta
6. Un'attesa fioritura
7. Una terribile comodità
8. La rivolta delle formiche
9. Chi ha paura di Babbo Natale?